# Genesis of Next
«Genesis of Next» (estilizado como genesis of next) es un sencillo de la banda japonesa globe, lanzado al mercado en diciembre del año 2001.

## Información
Este sencillo fue parte de la banda sonora de la serie de anime perteneciente a la cadena televisiva TV Tokyo llamada Cyborg 009. "genesis of next" fue el tema de ending, y la cara b, "What's the justice?", el tema opening. Cabe destacar que en la serie de televisión fueron transmitidas versiones diferentes a las que posteriormente fueron incluidas dentro del sencillo, ya que fueron remasterizadas. De hecho muchos fanáticos piensan que más que nada las versiones utilizadas dentro del anime no eran más que demos, ya que se percibe fácilmente que no tienen mucho arreglo.
Igualmente dentro del álbum en el que posteriormente fueron incluidas estas dos canciones, Lights, contienen versiones diferentes a las presentes dentro de este sencillo. El perfeccionismo de Tetsuya Komuro en lo referente a la música que crea sin duda es destacable, ya que nunca se siente muy cómodo con sus creaciones y siempre trata de mejorarlas. Todos los temas posteriormente también estuvieron orientados a la música electrónica, en especial al Trance, estilo en el cual Komuro estuvo muy interesado dentro de esta época.
La canción presenta letras tanto en japonés como en inglés, y contrario a lo que podría esperarse al ver el título de la canción (posiblemente el nuevo milenio y la tecnología), el tema trata principalmente de enfrentarse a un futuro totalmente incierto tras perder el amor.

## Canciones
1. «Genesis of next» (original mix)
2. «Genesis of next» (tatsumaki remix)
3. «What's the justice?» (original mix)
4. «Genesis of next» (ver.0,8)
5. «Genesis of next» (instrumental)

- Datos: Q3266811